# Погруддя Мігаю Мункачі
Пам'ятник Мігаю Мункачі — погруддя видатного митця Мігая Мункачі, виконане з бронзи, граніту та андезиту автором Михайлом Беленем та архітектором Олександром Івановичем Андялоші. Це погруддя було встановлено у 1995 р. за рішенням ЮНЕСКО на честь святкування 150-річчя з дня народження митця у м. Мукачево на площі Кирила та Мефодія (колишня площа Миру). У листопаді 2016 р. погруддя Мункачі з центральної площі міста перенесли у двір Художньої школи імені митця, розташованої на площі Миру, 16. Пам'ятник Мункачі замінено скульптурою Святого Мартина.
На Школі мистецтв м. Мукачево, яка розміщується в Палаці князів Ракоці (інша назва «Білий палац») у 2000 році встановлена меморіальна дошка М. Мункачі.